# 上海市妇女联合会
上海市妇女联合会，简称上海市妇联、上海婦聯，是中华人民共和国上海市妇女儿童工作者组成的人民团体，是中华全国妇女联合会的地方组织，接受中国共产党上海市委员会的领导。其最高权力机构是上海市妇女代表大会。

## 歷史
1949年6月，上海市民主妇女联合会筹备委员会成立。1950年8月，上海市民主妇女联合会正式成立。1957年11月，該組織改名上海市妇女联合会。1966年，該組織被造反派夺权。1978年7月，上海市妇联恢復。